# سيمون وينشستر
سيمون وينشستر (بالإنجليزية: Simon Winchester)‏ هو صحفي وكاتب بريطاني، ولد في 28 سبتمبر 1944 في لندن في المملكة المتحدة.

## وصلات خارجية
- الموقع الرسمي
- سيمون وينشستر على موقع IMDb (الإنجليزية)
- سيمون وينشستر على موقع إن إن دي بي (الإنجليزية)
- سيمون وينشستر على موقع قاعدة بيانات الفيلم (الإنجليزية)
- سيمون وينشستر على موقع كينوبويسك (الروسية)